# Xã Watson, Quận Lycoming, Pennsylvania
Xã Watson (tiếng Anh: Watson Township) là một xã thuộc quận Lycoming, tiểu bang Pennsylvania, Hoa Kỳ. Năm 2010, dân số của xã này là 537 người.